# 阿斯库纳中心
阿斯库纳中心原名毕尔巴鄂阿尔洪迪加（西班牙語：Alhóndiga Bilbao；西班牙語發音：[aˈlondiɣa βilˈβao]），是位于西班牙巴斯克自治区毕尔巴鄂市的一个多功能场地。它由法国设计师菲利普·斯塔克（Philippe Starck）与蒂博·马蒂厄（Thibaut Mathieu）合作设计， 于2010年5月18日至10月24日期间，分阶段向公众开放。该场地被标记为“文化休闲中心”，由电影院、健身中心、图书馆、陈列室、礼堂、零售商店和餐厅组成。 2015年3月，它的名称正式更名为“阿斯库纳中心”，以纪念毕尔巴鄂已故市长伊尼亚基·阿斯库纳。
它最初是一个谷物交易所（西班牙語：alhóndiga），由巴斯克建筑师里卡多·巴斯蒂达（Ricardo Bastida）设计，于1909年落成。但是，在1970年代，建造了新仓库，于是阿尔洪迪加被废弃。曾经有几个提议计划，从公共住房、现代艺术博物馆，甚至拆除整栋建筑，但最后都未付诸实施。最终，于1994年决定对其进行整修，建设体育文化中心。 1999年，巴斯克自治区政府将该建筑公布为“公共文化财产”。